# تيدي ويلسون
تيدي ويلسون (بالإنجليزية: Teddy Wilson)‏ (و. 1912 – 1986 م) هو عازف بيانو، ومعلم موسيقى، وعازف جاز، وقائد فرقة ‏ أمريكي، ولد في أوستن، تكساس، يستخدم آلات بيانو، توفي في نيو بريتن، عن عمر يناهز 74 عاماً، بسبب سرطان المعدة.

## التعليم
تعلم في جامعة توسكيجي ‏.

## وصلات خارجية
- تيدي ويلسون على موقع IMDb (الإنجليزية)
- تيدي ويلسون على موقع الموسوعة البريطانية (الإنجليزية)
- تيدي ويلسون على موقع ميوزك برينز (الإنجليزية)
- تيدي ويلسون على موقع أول ميوزيك (الإنجليزية)
- تيدي ويلسون على موقع ديسكوغز (الإنجليزية)
- تيدي ويلسون في قاعدة بيانات الأفلام على الإنترنت